# Bisdom Sant Feliu de Llobregat
Het bisdom Sant Feliu de Llobregat (Latijn: Dioecesis Sancti Felicis de Llobregat) is een rooms-katholiek bisdom met als zetel Sant Feliu de Llobregat, hoofdstad van de provincie Baix Llobregat, in Spanje. Het bisdom is suffragaan aan het aartsbisdom Barcelona.

## Geschiedenis
Het bisdom werd opgericht op 15 juni 2004, uit delen van het aartsbisdom Barcelona. 

## Parochies
Het bisdom had in 2022 een oppervlakte van 1.611 km2 en telde 1.042.838 inwoners waarvan 88,4% rooms-katholiek was.

## Speciale gebouwen
- Klooster van Montserrat, Monistrol de Montserrat (basiliek)
- Basílica de Santa Maria, Vilafranca del Penedès (basiliek)

## Bisschoppen
- Agustín Cortés Soriano (15 juni 2004 - heden)

Barcelona (aartsbisdom) · Sant Feliu de Llobregat · Terrassa